# نپتونه آرتریتیکا
نپتونه آرتریتیکا (انگلیسی: Neptunea arthritica) یک گونه (زیست‌شناسی) حلزون دریایی، شکم‌پایان نرم‌تنان  است.
در زبان ژاپنی هیمه ازوبورا (ヒメエゾボラ) نامیده می‌شود و یکی از عناصر سوشی است.